# Ceratolejeunea temnantha
Ceratolejeunea temnantha là một loài Rêu trong họ Lejeuneaceae. Loài này được (Spruce) Reiner-Drehwald mô tả khoa học đầu tiên năm 2011.